# 高鈺 (清朝)
高鈺（1691年—1750年），字其相，高佳氏，原隶内务府镶黄旗包衣，后属满洲镶黄旗人。清朝军事将领。

## 生平
善射箭，康熙四十九年（1710）19岁考选内务府筆帖式，受康熙帝之命在粘竿处（尚虞備用處）行走侍从十三年。雍正元年（1723），赐圣祖康熙帝御服一袭、马一匹，授乾清门蓝翎侍卫，出补江南萧县守备；雍正九年升苏州营游击，署江南寧國營參將；入京引见，受雍正帝嘉奖，特命署理宁国参将；雍正十年，母故，特旨予假归丧，授苏州营参将；十二年（1734），安庆营副将。
乾隆元年（1736），升江南漕標中軍副將；二年特旨升授四川川北鎮總兵，诰授骠骑将军；三年，乾隆帝召见，赐花翎，赏鞍马，调山东兖州镇总兵；六年（1741），调江南壽春鎮總兵（驻地今安徽寿县）兼都督僉事；八年，乾隆帝召见，赐“福”字；十一年（1746），以江南壽春鎮總兵署理江南提督，诰授荣禄大夫。乾隆十五年（1750）庚午，病故。在江南任武职前后达二十多年。

## 家庭
家族初隶内务府镶黄旗包衣，后入满洲镶黄旗。
- 曾祖：高名選。
- 祖父：高登庸（髙登永），官至直隶廣順道。
- 父：高衍中（高言忠，1654-1692），官內務府郎中兼佐領。
- 母：李氏（1652-1733），誥封一品夫人，福建督粮道李应昌第三女。

### 兄弟
- 长兄：高述明（1671-1723），甘肃涼州镇總兵
- 次兄：高斌，文淵閣大學士、江南河道总督。其女高佳氏封乾隆帝之慧贤皇贵妃。
- 姊一，嫁內務府鑲黃旗汉军、內務府郎中鄧之琮（鄧智宗），內務府郎中鄧廣乾之子。
- 姊二，嫁内务府正黄旗汉军、总管内务府大臣丁皂保。

### 妻、子嗣
- 妻鍾氏（父内务府正黄旗汉军、员外郎鍾國鼎（又桑格）；据《八旗滿洲氏族通譜》卷78，钟氏始祖“鍾成管，正黄旗包衣人，世居遼陽地方，來歸年分無考，原任員外郎”）。
- 子高謙（字自牧，号抑齋、易斋、六峰，1713-？），乾隆六年拔贡，官工部郎中，娶内务府镶黄旗满洲完顏氏，盛京工部侍郎留保之女。
  - 孙保寧，乾隆三十五年（1770）庚寅科举人（时隶镶黄旗满洲图桑阿佐领下，载《钦定八旗通志：文举》；副都统图桑阿任镶黄旗满洲第四㕘领第二佐领，其继任侍郎髙朴系高恒 (清朝)子又保寧之从堂兄）；妻鈕祜祿氏（胞姊鈕祜祿氏嫁镶黄旗滿洲富察氏承恩公傅文之子三等侍衛奎亮，其胞兄一等誠嘉毅勇公明瑞）。其子強都；孙女高佳氏，嫁正蓝旗宗室保策（父宗室順昌）。
  - 孙保靜。其子舒都；孙女高佳氏，嫁三等侍衛、副班領、镶白旗宗室文瑞（父嘉庆辛未進士宗室达德 (刑部主事)）。
- 子高觀（字顒若），驍騎校。娶黄氏，内务府笔帖式黃煓之女。
  - 孙伊桑阿（？-1801），官至雲南巡撫，因罪處死，《國史列傳》有传。其子福泰，治仪正。
  - 孙伊明阿（号澄斋），嘉庆十一年江西抚州府知府，嘉庆十二年重修抚州府署，十五年重修學政考棚（载道光版《臨川縣誌》），十八年重建臨川縣文昌橋 (撫州)（载嘉庆19年刊江西巡抚先福、知府伊明阿序《撫郡文昌橋志》，秦沆《臨川縣續志》卷11《文昌橋铭》）。妻章佳氏。其子道光九年（1829年）己丑科进士福淳。
  - 孙伊昇阿，官鑾儀衛雲麾使。其子福海；孙女高佳氏，三继嫁道光十六年（1836年）丙申恩科三甲進士宗室榮棻（曾祖三等侍卫宗室吉爾章阿，高祖頭等侍衛宗室祿穆布，先祖多羅僖敏貝勒海善）。
- 子高益（字木齋），侍卫、乾隆二十七年湖南提标中军中营参将[5]、三十四年浙江處州鎮總兵[6]。嫡妻姚素玉（c.1730s-?，父內務府正白旗漢軍、西陵总管內務府大臣姚永泰，侄孙进士斌敏）；继妻罗氏，大理寺卿定住之女；二繼妻蘇氏，戶部郎中蘇誠之女。
- 子高节（又寶德）。原配妻爱新觉罗氏（胞兄三等侍衛宗室武爾卿阿（1723-1762），妻鈕祜祿氏、镶黄旗满洲刑部尚書阿爾松阿之女；父涼州副都統、奉恩将军都隆额，祖父已革貝子星尼，曾祖多羅懷愍貝勒常阿岱，高祖巽簡親王滿達海），繼妻關氏（父二等侍衛常柱）。
- 女一，嫁员外郎、正白旗满洲佐领喜塔腊氏誠倫（父文华殿大学士來保）。
- 女二，嫁赫升额（父一等护卫四格）。